# Logan – The Wolverine
Logan – The Wolverine ist ein US-amerikanischer Actionfilm über die Comicfigur Wolverine aus dem Jahr 2017 aus der Reihe X-Men des Marvel-Verlages. Es ist nach X-Men Origins: Wolverine (2009) und Wolverine: Weg des Kriegers (2013) die dritte Einzelverfilmung der Titelfigur und der insgesamt zehnte Teil der X-Men-Filmreihe. Der Film ist von der Comicreihe Old Man Logan von Mark Millar inspiriert. Wie auch im Vorgängerfilm führte James Mangold erneut Regie.
In weiteren Hauptrollen zu sehen sind Patrick Stewart, der insgesamt zum siebten Mal Charles Xavier porträtiert, und Dafne Keen als Laura Kinney, die ihre erste Filmrolle bekleidet, sowie Boyd Holbrook, der zum ersten Mal in seiner Schauspielkarriere in einer Comicverfilmung mitspielt. Mit einer Laufzeit von über 137 Minuten ist Logan – The Wolverine bislang der längste Wolverine-Solofilm.

## Handlung
Das Jahr 2029. In einer nach den Ereignissen von X-Men: Zukunft ist Vergangenheit geteilten Zeitleiste sind seit 25 Jahren keine neuen Mutanten mehr geboren worden. Logans Selbstheilungskraft ist stark geschwächt und er ist gealtert. Der Adamantium-Überzug auf seinem Skelett hat begonnen, in seinen Körper einzuleiten und ihn langsam zu vergiften. Logan arbeitet als Chauffeur einer Limousine in El Paso, Texas. In einer verlassenen Schmelzanlage im Norden Mexikos sorgen er und der Mutanten-Tracker Caliban für den über 90-jährigen Charles Xavier, Logans Mentor und Gründer der X-Men. Charles, ein Telepath, hat jetzt eine Form der Demenz entwickelt, die destruktive und sogar tödliche Anfälle verursacht, wenn sie nicht mit Medikamenten kontrolliert werden. Es wird angedeutet, dass ein solcher Anfall ein Jahr zuvor sieben Mutanten getötet hat, so dass die drei (Logan, Charles, Caliban) als die letzten der X-Men zurückgeblieben sind.
Gabriela Lopez, eine ehemalige Krankenschwester des Biotechnologie-Unternehmens Alkali-Transigen, versucht, Logan anzuheuern, um sie und das 11-jährige Mädchen Laura nach Eden, einem Zufluchtsort in North Dakota, zu begleiten. Logan akzeptiert widerwillig, findet aber Gabriela tot auf. Er wird in seinem Versteck mit Gabrielas Mörder Donald Pierce, Transigens Cyborg-Sicherheitschef, konfrontiert, der nach Laura sucht. Laura hat sich in Logans Limousine versteckt. Sie verfügt über ähnliche Fähigkeiten wie Logan. Sie, Logan und Charles entkommen Pierce und seinen Reavers, aber Caliban wird gefangen genommen und von Pierce gezwungen, die Verfolger auf Lauras Fährte zu bringen.
Ein Video auf Gabrielas Handy zeigt, dass Transigen Laura und andere Kinder aus mutierten DNA-Proben als lebende Waffen erschaffen hat. Laura wurde aus Logans DNA kreiert. Da sie sich als schwer kontrollierbar erwiesen und Transigen eine Alternative gefunden hat, sollten die Kinder getötet werden, doch Gabriela und andere Krankenschwestern halfen einigen von ihnen zu entkommen.
In Oklahoma City entdeckt Logan, dass Eden in einem X-Men-Comic in Lauras Besitz erscheint, und nimmt daher an, dass es ein fiktiver Ort ist. Die Reavers kommen an, aber Charles hat einen Anfall und paralysiert damit beinahe alle Menschen in der Nähe, außer Logan und Laura, die die Angreifer töten, Charles seine Medikamente injizieren und den Anfall so beenden. Als sie fliehen, kommt Dr. Zander Rice, der Leiter von Transigen, um Pierce zu helfen.
Logan, Laura und Charles helfen dem Farmer Will Munson und seiner Familie nach einem Verkehrsunfall und akzeptieren nach einiger Überlegung eine Einladung zum Abendessen in ihrem Haus. Logan vertreibt den Schlägertrupp eines Agrarunternehmens, das Will zum Verkauf seiner Farm zwingen will. Rice entfesselt derweil X-24, einen Klon von Logan in seinen besten Jahren, der Charles und Wills Familie umbringt, Will schwer verletzt und Laura gefangen nimmt. Caliban löst Granaten aus, tötet sich selbst und mehrere Reavers und verletzt auch Pierce. Logan bekämpft X-24, ist aber unterlegen. Will rammt X-24 mit seinem LKW, stirbt aber an seinen Verletzungen. Logan und Laura entkommen mit der Leiche von Charles.
Nachdem er Charles begraben hat, fällt Logan in Ohnmacht. Laura bringt ihn zu einem Arzt und überredet Logan danach, sie nach Eden zu bringen, wo sie Rictor und andere Transigen-Kinder finden, die sich gerade vorbereiten, nach Kanada zu gehen. Laura findet eine Adamantium-Patrone, die Logan seit seiner Flucht vor der Weapon X besitzt und die er behalten hat, um vielleicht Selbstmord zu begehen. Logan entscheidet, dass seine Arbeit getan ist, und entschließt sich, sie nicht zu begleiten, sehr zu Lauras Bestürzung.
Doch die Kinder werden von den Reavern verfolgt und gefangen genommen. Logan nimmt eine Überdosis eines Serums, das ihm von Rictor gegeben wurde und das vorübergehend seine körperlichen und heilenden Fähigkeiten stärkt. Mit Lauras Hilfe tötet er die meisten Reavers, aber das Serum lässt nach. Als Pierce Rictor mit vorgehaltener Waffe festhält, erzählt Rice Logan, der Rices Vater vor Jahren bei der Flucht vor Weapon X getötet hat, dass keine neuen Mutanten geboren wurden, weil ein Virus von Transigen durch die Nahrungsmittelversorgung der Welt verteilt wurde. Rice wird von Logan erschossen, anschließend greift dieser Pierce an. X-24, wütend über Rices Tod, kämpft gegen Logan. Mit ihren Fähigkeiten töten die Kinder Pierce und die restlichen Reavers. X-24 verletzt Logan tödlich, wird aber von Laura mit der Adamantiumpatrone erschossen.
Kurz vor seinem Tod sagt Logan, dass Laura nicht die Waffe sein soll, zu der sie gemacht wurde, und nachdem Laura ihn endlich tränenreich als ihren Vater anerkannt hat, stirbt Logan friedlich in Lauras Armen. Laura und die Kinder betrauern Logans Tod und begraben ihn in der Nähe eines Sees, genau wie Charles. Nach der Beerdigung dreht Laura sein Grabkreuz auf die Seite, um ein X zu schaffen, das ihn als den letzten der X-Men ehren wird. Sie reist dann mit den anderen Kindern ab, um ihre Reise über die kanadische Grenze fortzusetzen.

## Produktion
Im November 2013 begannen zwischen dem Studio 20th Century Fox und Hugh Jackman erste Verhandlungen über einen weiteren Wolverine-Solofilm. Kurz darauf wurde bekannt, dass Lauren Shuler Donner und Simon Kinberg wie auch bei zahlreichen anderen X-Men-Filmen erneut die Produktion übernehmen werden. Am 21. März 2014 wurde David James Kelly beauftragt, das Drehbuch zu verfassen. Im März 2015 kündigte Jackman via Instagram an, in Logan nach 17 Jahren zum letzten Mal die Rolle des Wolverine bekleiden zu wollen. So veröffentlichte er ein Bild mit dem Schriftzug „Wolverine… One Last Time“ (deutsch: „Wolverine… ein letztes Mal“). Jackman deutete zudem an, dass der Film eine Adaption der achtteiligen Comicreihe Old Man Logan sein werde. Mark Millar bestätigte dies kurz darauf.
Am 9. Mai 2016 bestätigte Kinberg, dass der Film ein sogenanntes R-Rating, eine hohe Altersfreigabe, erhalten werde. Nach Deadpool ist Logan somit der zweite Film aus der X-Men-Reihe, der in einer R-Rated-Fassung gedreht wurde. Kinberg beschrieb den Film als „gewalttätig“ und „ein bisschen wie ein Western“, der sich in seinem Grundton deutlich von seinen Vorgängerfilmen unterscheide. Um sicherzustellen, dass der Film tatsächlich in einer R-Rated-Fassung konzipiert wird, verzichtete Jackman auf einen Teil seiner Gage.

“This represents to me the kind of aggressive, classical Wolverine action that we want in the movie – more of something that fans have been asking for, for a really long time. We’ve been limited in one way or another from giving it to them, but I think we’ve got the go-ahead to really go for it on this picture. So we’re really trying to deliver what folks have always imagined those kind of battles would look like. There is a lot of high-octane action in the movie. We’re just trying to do it very differently and very viscerally.”

„Das repräsentiert für mich die Art der aggressiven, klassischen Wolverine-Action, die wir in dem Film wollen – mehr von etwas, nach dem Fans seit einer wirklich langen Zeit fragen. Wir waren auf die eine oder andere Art eingeschränkt, es ihnen zu geben, aber ich denke, wir haben grünes Licht bei diesem Film. Wir versuchen also wirklich, den Vorstellungen der Leute gerecht zu werden, wie diese Kämpfe aussehen würden. Es gibt jede Menge kraftvolle Action in dem Film. Wir versuchen einfach, es ganz anders und sehr instinktiv zu machen.“

### Besetzung

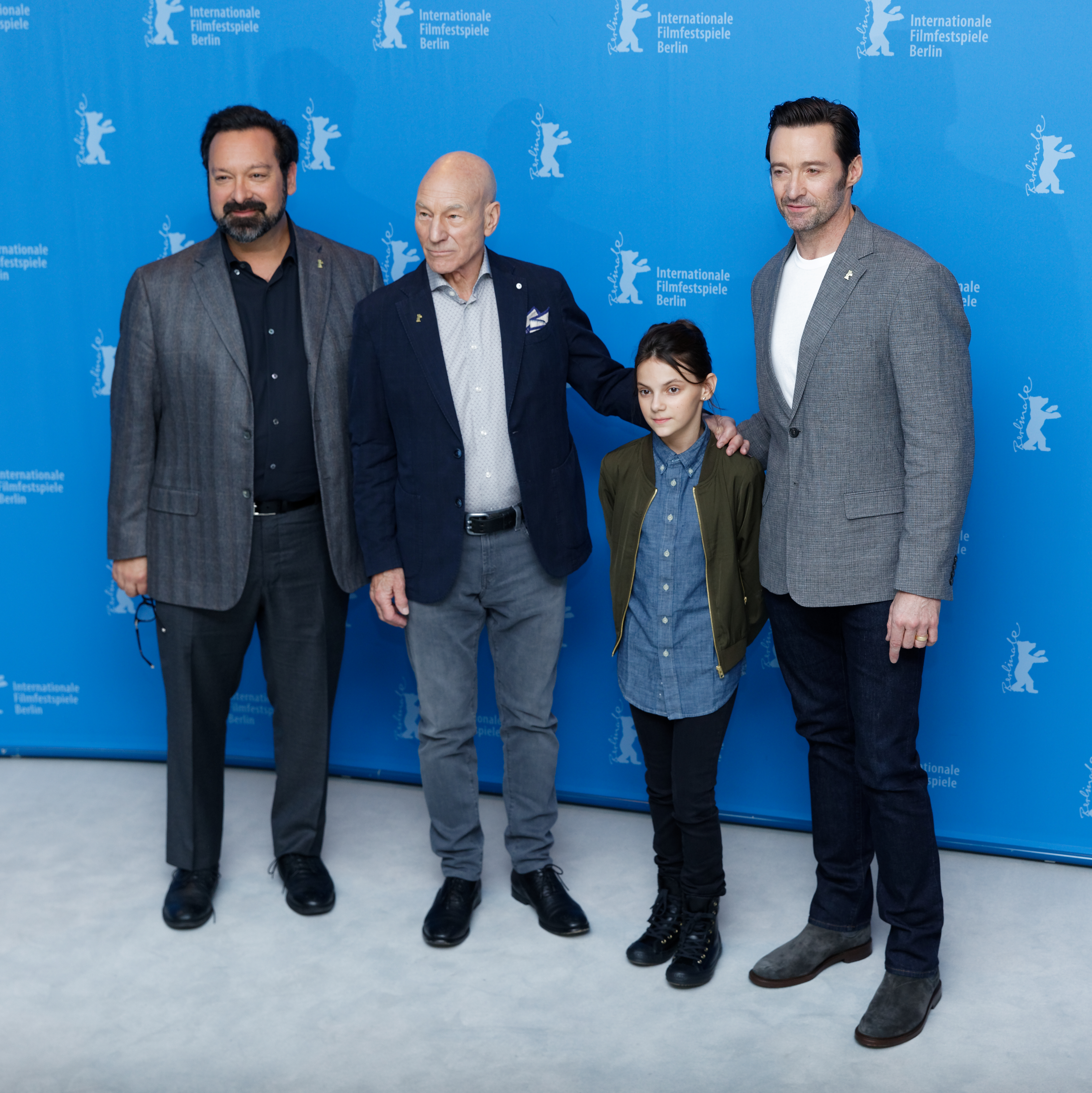
James Mangold mit Patrick Stewart, Dafne Keen und Hugh Jackman (v. l. n. r.) bei der Berlinale 2017

Im Februar 2015 bestätigte Patrick Stewart seine Beteiligung an dem Film und betonte im August 2015, dass er eine zentrale Rolle übernehmen werde und schloss somit einen gewöhnlichen Cameoauftritt aus. Im selben Monat bestätigte Liev Schreiber, dass er sich derzeit in Verhandlungen mit dem Studio bezüglich einer Rückkehr in der Rolle des Victor Creed befinde, den er bereits in X-Men Origins: Wolverine verkörperte. Doch die Verhandlung gerieten ins Stocken und so entschied sich Mangold im April 2016 für Boyd Holbrook als Hauptantagonisten des Films. Im selben Monat wurde Richard E. Grant in einer nicht näher beschriebenen Rolle für den Film bestätigt. Im Oktober 2016 wurde schließlich bestätigt, dass Holbrook einen Cyborg namens Donald Pierce verkörpern werde, der als „unerbittlicher Sicherheitschef“ beschrieben wurde. Gleichzeitig wurden die sogenannten Reavers für den Film bestätigt. Bei den Reavers handelt es sich um ein Team aus kriminellen Cyborgs, die als Auftragskiller angesetzt werden und unter der Leitung von Donald Pierce stehen. Ende April wurde zudem Stephen Merchant in der Rolle des Caliban bestätigt. Dabei handelt es sich um denselben Charakter, der 2016 in X-Men: Apocalypse von Tómas Lemarquis verkörpert wurde. Laut Mangold entschied man sich für eine neue Besetzung, da der Charakter comictreuer dargestellt werden soll. Im Mai 2016 wurden Eriq La Salle und Elise Neal in weiteren Rollen bestätigt.
Im Audiokommentar der Heimveröffentlichung von X-Men: Apocalypse bestätige Bryan Singer, dass der Schurke Mr. Sinister in Logan erstmals zu sehen sein werde. Doch im Januar 2017 enthüllte Mangold, dass man sich letzten Endes gegen einen Auftritt von Mr. Sinister entschieden habe, da man den Film so realistisch wie möglich aufziehen wolle und „ein Schurke in einem Kostüm“ der Integrität des Films schaden würde. Zudem wurde bekannt, dass die Mutantin X-23, ein weiblicher Klon von Wolverine, ebenfalls auftauchen und von Dafne Keen porträtiert werde. In Medienberichten wurde zunächst irrtümlicherweise aufgrund von Set-Fotos, die seit Juli 2016 im Umlauf waren, Sienna Novikov, das Stuntdouble von Keen, als Darstellerin von X-23 aufgeführt. Dies veranlasste Regisseur Mangold Ende Oktober 2016 zu einer Richtigstellung.

### Dreharbeiten
Im Mai 2016 bestätigte Kinberg den Beginn der Dreharbeiten. Gedreht wurde unter anderem im US-Bundesstaat New Mexico, der aufgrund seiner ausgetrockneten Wüstenlandschaften als ideale Kulisse betrachtet wurde. Am 19. August 2016 wurden die Dreharbeiten für beendet erklärt. Das Budget betrug 97 Millionen US-Dollar.

### Synchronisation
Die deutsche Synchronisation übernahm die Synchronfirma Interopa Film GmbH in Berlin unter der Regie von Tobias Meister.
| Rolle               | Darsteller          | Synchronsprecher     |
| ------------------- | ------------------- | -------------------- |
| Logan / Wolverine   | Hugh Jackman        | Thomas Nero Wolff    |
| Prof. X             | Patrick Stewart     | Kaspar Eichel        |
| Donald Pierce       | Boyd Holbrook       | Sascha Rotermund     |
| X-23 / Laura Kinney | Dafne Keen          | Zalina Sanchez       |
| Zander Rice         | Richard E. Grant    | Frank Röth           |
| Caliban             | Stephen Merchant    | Alexander Doering    |
| Will Munson         | Eriq La Salle       | Tilo Schmitz         |
| Kathryn Munson      | Elise Neal          | Vera Teltz           |
| Jackson             | Lennie Loftin       | Reinhard Scheunemann |
| Gabriela            | Elizabeth Rodriguez | Zoraya Lopez         |

### Veröffentlichung und Marketing
Die Weltpremiere des Films war am 17. Februar 2017 bei den 67. Internationalen Filmfestspielen in Berlin. In den regulären deutschen Kinos lief der Film ab dem 2. März 2017 an, in Nordamerika einen Tag später. Den offiziellen und endgültigen Filmtitel Logan gab Jackman am 5. Oktober 2016 bekannt. Bereits im November 2016 wurden ausgewählten Kritiker bei einem ersten Screening zu mehreren kommenden Filmprojekten von 20th Century Fox 40 Minuten Material des Films präsentiert.
Die Veröffentlichung des ersten Trailer erfolgte am 20. Oktober 2016. Musikalisch unterlegt wurde er mit Hurt von Johnny Cash. In den ersten 24 Stunden generierte der 1:46-minütige Trailer mehr als 20 Millionen Aufrufe und übertraf somit sogar den ersten Trailer von Guardians of the Galaxy Vol. 2, der einen Tag zuvor veröffentlicht wurde. In der Fachpresse wurde der Trailer ausführlich besprochen und vom Empire Magazin Ende Dezember 2016 als bester Trailer des Jahres gekürt sowie von weiteren Portalen als einer der besten Trailer des Jahres gelobt.
Anfang Januar 2017 wurden Charakterposter von Jackman als Logan, Keen als Laura und Stewart als Xavier veröffentlicht. Der zweite Trailer erschien Mitte Januar 2017, unterlegt mit dem Musikstück Way Down We Go von Kaleo. Kurz danach erschien beim Empire Magazin ein ausführlicher Artikel zum Film, in dem Regisseur Mangold zu Wort kam und der mehrere exklusive Szenenbilder enthielt. Am 6. Februar 2017 wurde während der Werbepause des Super Bowl LI ein TV-Spot ausgestrahlt, der mit dem geistlichen Lied Amazing Grace unterlegt wurde. Der 30-sekündige Spot kostete 20th Century Fox ca. 5 Millionen US-Dollar. Bereits einen Tag zuvor wurden zwei TV-Spots ausgestrahlt.
Für den 16. Mai 2017 wurde in den USA eine Wiederveröffentlichung des Films in schwarz-weiß für ausgewählte Kinos angekündigt.
Im Januar 2020 erschien der Film beim Streaming-Dienst Netflix.

### Filmmusik
Am 1. Juli 2016 wurde bekannt, dass Cliff Martinez den Soundtrack gestalten würde.
Doch am 31. Dezember 2016 wurde Martinez durch den US-amerikanischen Filmkomponisten Marco Beltrami ersetzt, der schon die Filmmusik zum Vorgängerfilm Wolverine: Weg des Kriegers kreierte und bereits zuvor zusammen mit Regisseur Mangold an Todeszug nach Yuma arbeitete.

## Bewertung und Einspielergebnisse
Bei einem geschätzten Budget zwischen 97 und 127 Mio. US-Dollar spielte Logan weltweit rund 619,2 Mio. US-Dollar ein, davon alleine rund 226,3 Mio. US-Dollar in den Vereinigten Staaten. Somit ist er der kommerziell erfolgreichste Wolverine-Film. Des Weiteren war er bei seinem Erscheinen der dritterfolgreichste Film der X-Men-Filmreihe. Lediglich Deadpool mit 783,1 Mio. US-Dollar und X-Men: Zukunft ist Vergangenheit mit 747,9 Mio. US-Dollar hatten mehr eingespielt.